# Osteochilus striatus
Osteochilus striatus är en fiskart som beskrevs av Kottelat, 1998. Osteochilus striatus ingår i släktet Osteochilus och familjen karpfiskar. IUCN kategoriserar arten globalt som otillräckligt studerad. Inga underarter finns listade i Catalogue of Life.